# Copa del Generalíssim de futbol 1960-61
La Copa del Generalíssim de futbol 1960-61 va ser la 57ena edició de la Copa d'Espanya.

## Primera Ronda
12 i 30 d'octubre.
| Equip 1             | Global | Equip 2          | Anada | Tornada |
| ------------------- | ------ | ---------------- | ----- | ------- |
| CE Castelló         | 4-4    | Pontevedra CF    | 3-0   | 1-4     |
| Celta de Vigo       | 6-2    | CA Ceuta         | 4-0   | 2-2     |
| Córdoba CF          | 12-6   | San Sebastián CF | 9-3   | 3-3     |
| Deportivo La Coruña | 6-4    | Llevant UE       | 4-1   | 2-3     |
| CF Extremadura      | 2-11   | CA Osasuna       | 2-0   | 0-11    |
| Real Gijón          | 4-4    | Cadis CF         | 4-2   | 0-2     |
| Hèrcules CF         | 4-4    | CD Basconia      | 4-0   | 0-4     |
| SD Indauchu         | 1-5    | UD Las Palmas    | 1-3   | 0-2     |
| Real Jaén           | 1-3    | CD Comtal        | 1-1   | 0-2     |
| CD Málaga           | 1-2    | Barakaldo CF     | 1-0   | 0-2     |
| CD Mestalla         | 4-3    | Cultural Leonesa | 2-1   | 2-2     |
| AD Plus Ultra       | 1-2    | CD Orense        | 1-1   | 0-1     |
| CE Sabadell         | 1-2    | Reial Múrcia CF  | 1-0   | 0-2     |
| UD Salamanca        | 1-3    | CD Tenerife      | 1-1   | 0-2     |
| CD San Fernando     | 3-0    | Terrassa FC      | 3-0   | 0-0     |
| Sestao SC           | 5-5    | Rayo Vallecano   | 2-2   | 3-3     |

- Tiebreaker

| Equip 1     | Marcador | Equip 2        |
| ----------- | -------- | -------------- |
| CE Castelló | 3-2      | Pontevedra CF  |
| Real Gijón  | 1-1      | Cadis CF       |
| Real Gijón  | 3-2      | Cadis CF       |
| Hèrcules CF | 3-2      | CD Basconia    |
| Sestao SC   | 1-1      | Rayo Vallecano |
| Sestao SC   | 0-2      | Rayo Vallecano |

## Setzens de final
7 i 11 de maig.
| Equip 1                 | Global | Equip 2                | Anada | Tornada |
| ----------------------- | ------ | ---------------------- | ----- | ------- |
| Barakaldo CF            | 1-6    | Reial Oviedo           | 0-0   | 1-6     |
| FC Barcelona            | 11-3   | Real Gijón             | 7-1   | 4-2     |
| Real Betis Balompié     | 3-1    | Real Murcia CF         | 1-0   | 2-1     |
| CD Comtal               | 2-11   | Sevilla CF             | 2-3   | 0-8     |
| Córdoba CF              | 4-4    | Real Santander         | 3-0   | 1-4     |
| Granada CF              | 2-5    | UD Las Palmas          | 2-0   | 0-5     |
| Hèrcules CF             | 0-11   | Reial Madrid CF        | 0-5   | 0-6     |
| RCD Mallorca            | 2-1    | Sestao SC              | 1-0   | 1-1     |
| Club Atlético de Madrid | 3-0    | CD Mestalla            | 2-0   | 1-0     |
| CA Osasuna              | 1-2    | Athletic Club          | 1-0   | 0-2     |
| Reial Societat          | 5-3    | Celta de Vigo          | 4-1   | 1-2     |
| CD San Fernando         | 0-1    | RCD Espanyol           | 0-0   | 0-1     |
| CD Tenerife             | 3-1    | Elx CF                 | 3-0   | 0-1     |
| València CF             | 1-1    | CE Castelló            | 1-1   | 0-0     |
| Reial Valladolid        | 5-1    | CD Orense              | 5-0   | 0-1     |
| Reial Saragossa         | 8-4    | Deportivo de La Coruña | 5-1   | 3-3     |

- Desempat

| Equip 1     | Marcador | Equip 2        |
| ----------- | -------- | -------------- |
| Córdoba CF  | 1-2      | Real Santander |
| València CF | 5-0      | CE Castelló    |

## Vuitens de final
21 i 28 de maig.
| Equip 1                 | Global | Equip 2          | Anada | Tornada |
| ----------------------- | ------ | ---------------- | ----- | ------- |
| Athletic Club           | 5-2    | Reial Societat   | 3-1   | 2-1     |
| Club Atlético de Madrid | 2-2    | València CF      | 2-0   | 0-2     |
| FC Barcelona            | 3-5    | RCD Espanyol     | 2-3   | 1-2     |
| Real Betis Balompié     | 4-1    | Reial Oviedo     | 3-1   | 1-0     |
| UD Las Palmas           | 4-4    | Reial Valladolid | 4-2   | 0-2     |
| RCD Mallorca            | 3-4    | Sevilla CF       | 2-0   | 1-4     |
| Real Santander          | 1-4    | Reial Madrid CF  | 1-1   | 0-3     |
| Reial Saragossa         | 1-1    | CD Tenerife      | 1-0   | 0-1     |

- Desempat

| Equip 1           | Marcador | Equip 2          |
| ----------------- | -------- | ---------------- |
| Atlètic de Madrid | 3-0      | València CF      |
| UD Las Palmas     | 1-2      | Reial Valladolid |
| Reial Saragossa   | 0-1      | CD Tenerife      |

## Quarts de final
1 i 4 de juny.
| Equip 1                 | Global | Equip 2         | Anada | Tornada |
| ----------------------- | ------ | --------------- | ----- | ------- |
| Athletic Club           | 0-5    | Reial Madrid CF | 0-2   | 0-3     |
| Club Atlético de Madrid | 3-1    | CD Tenerife     | 2-0   | 1-1     |
| Real Betis Balompié     | 7-1    | RCD Espanyol    | 5-1   | 2-0     |
| Reial Valladolid        | 3-2    | Sevilla CF      | 3-1   | 0-1     |

## Semifinals
18 i el 25 de juny.
| Equip 1          | Global | Equip 2                 | Anada | Tornada |
| ---------------- | ------ | ----------------------- | ----- | ------- |
| Reial Madrid CF  | 8-5    | Real Betis Balompié     | 7-1   | 1-4     |
| Reial Valladolid | 3-4    | Club Atlético de Madrid | 3-1   | 0-3     |

## Final
| Club Atlético de Madrid      | 3 - 2 | Reial Madrid CF            |
| ---------------------------- | ----- | -------------------------- |
| Peiró 20' 46' · Mendonça 69' |       | Puskás 9' · Di Stéfano 82' |

## Campió
| Campions de la Copa d'Espanya 1961   |
| ------------------------------------ |
| · Club Atlético de Madrid · 2n títol |